# Ešpum

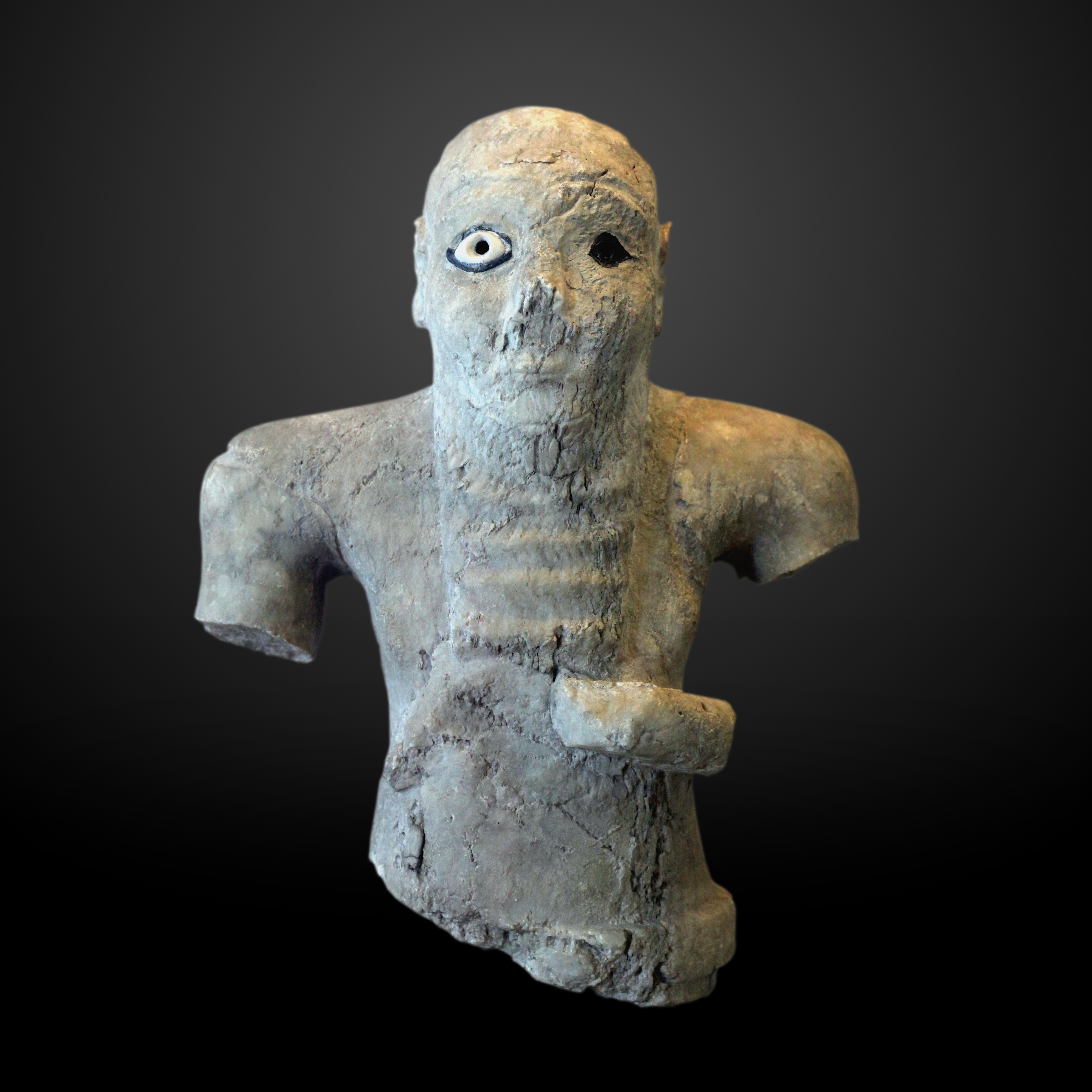
Statue mit Inschrift des Ešpum

Ešpum war Statthalter (ensi) von Elam in akkadischer Zeit unter König Maništušu. Maništušu war der erste akkadische Herrscher, der Elam angriff und eroberte und daraufhin eigene Beamte vor Ort einsetzte. Ešpum ist wahrscheinlich der erste akkadische Statthalter von Elam. Er weihte eine Statue der Göttin Narunte.